# Sporting Clube de Bissau

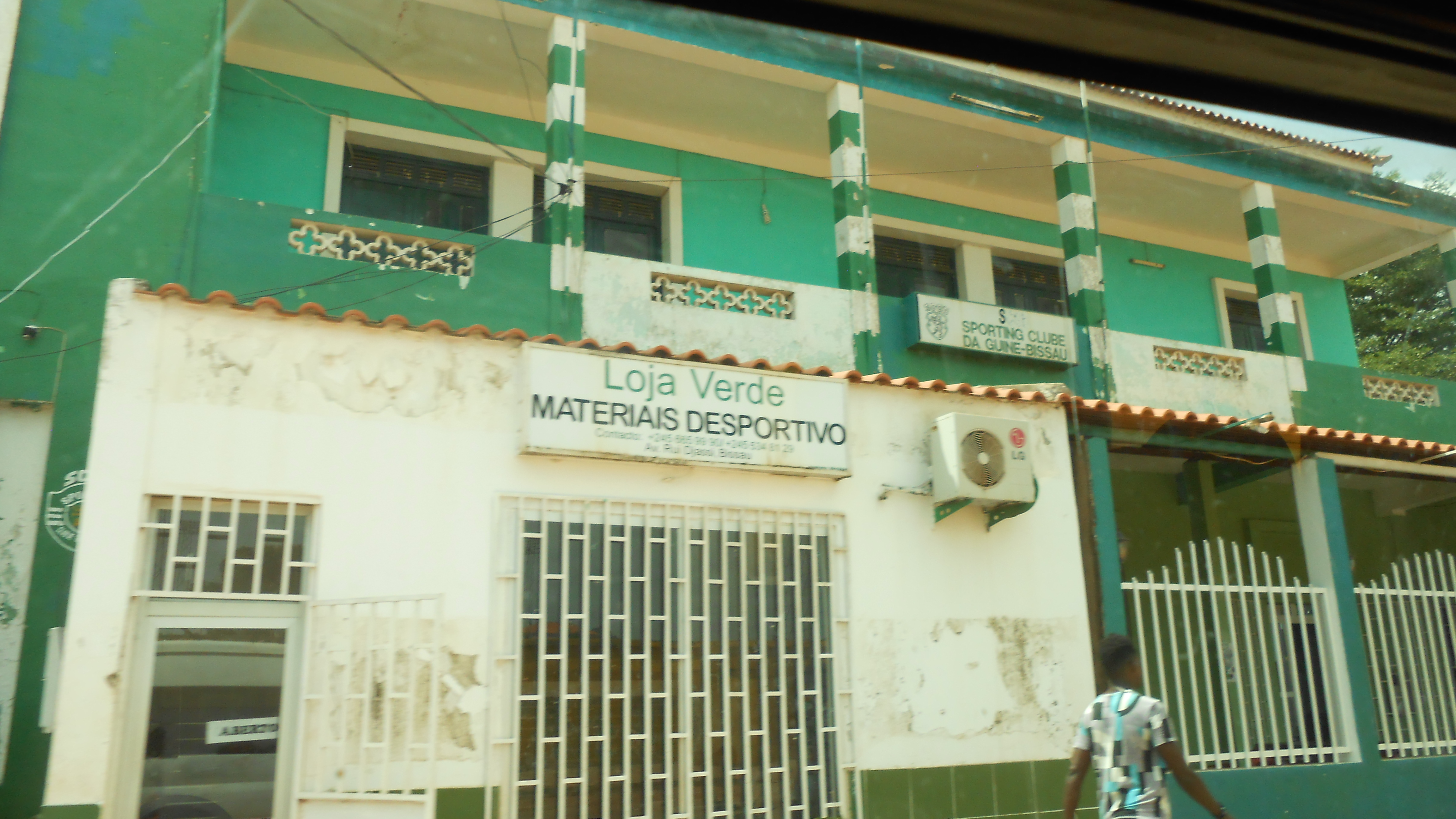
A casa do Sporting Clube de Bissau

O Sporting Clube de Bissau (mais conhecido como "Sporting de Bissau") é um clube de futebol da Guiné-Bissau. Manda seus jogos no Estádio Nacional 24 de Setembro.
É o maior vencedor do Campeonato Nacional da Guiné-Bissau, com 14 conquistas.

## Estádio

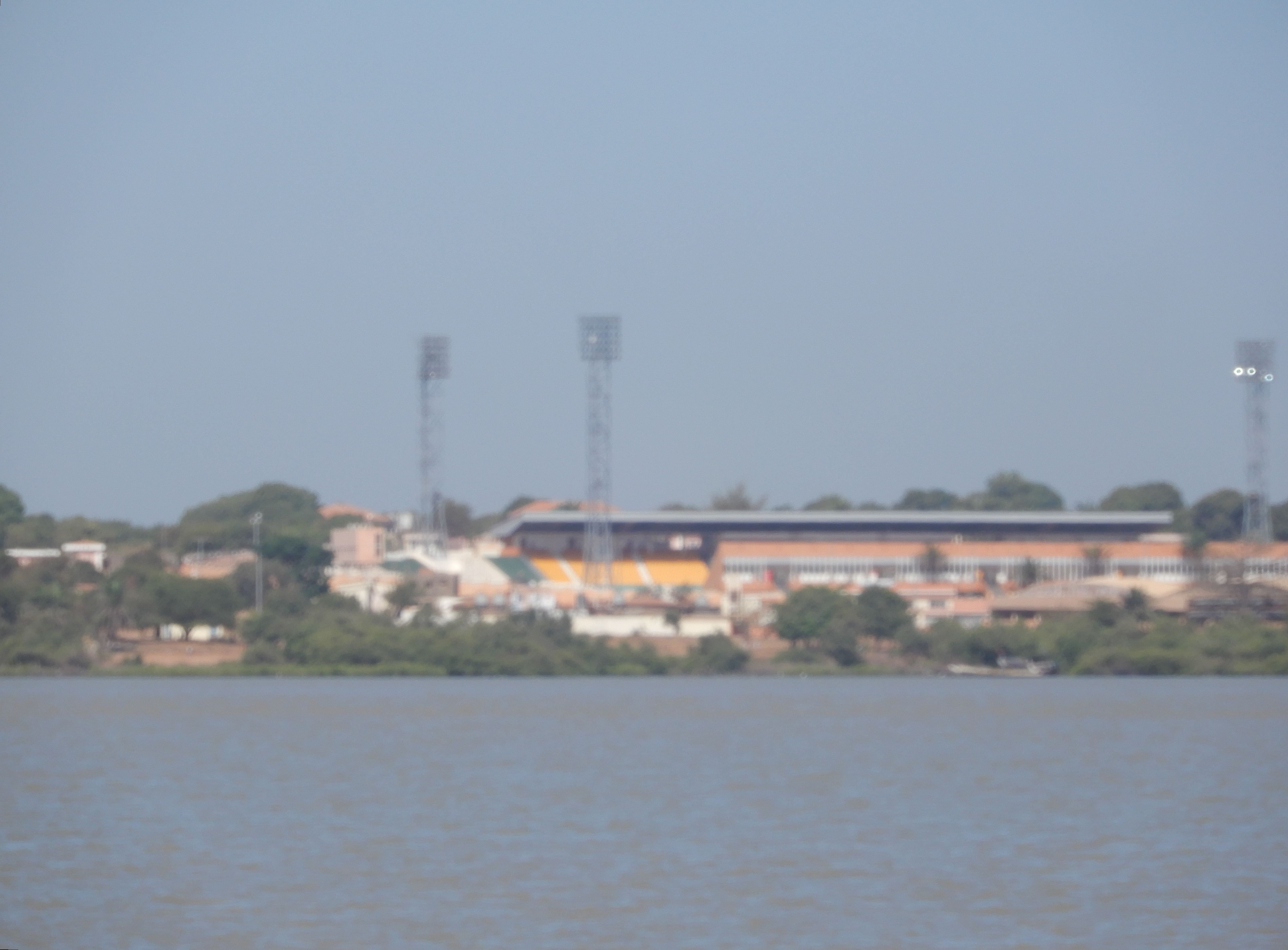
Estádio Nacional 24 de Setembro, o casa de mais 5 clubes de Guiné-Bissau incluido-se Benfica de Bissau, Portos de Bissau, UDIB & Mavegro FC

O Sporting de Bissau tendo actuado nos jogos em casa no Estádio Nacional 24 de Setembro, em Bissau tal como a maioria dos clubes guineenses.

## Títulos
- Campeonato Nacional da Guiné-Bissau: 14

1983, 1984, 1986, 1991, 1992, 1994, 1997, 1998, 2000, 2002, 2004, 2005, 2007, 2021
- Taça Nacional da Guiné-Bissau: 6

1976, 1983, 1986, 1987, 1991, 2005
- SuperTaça Nacional da Guiné-Bissau: 2

2004, 2005